# Chydaeopsis mindanaonis
Chydaeopsis mindanaonis là một loài bọ cánh cứng trong họ Cerambycidae.